# Trịnh Lệ công
Trịnh Lệ công (chữ Hán: 鄭厲公, ?–673 TCN, trị vì: 700 TCN–697 TCN và 679 TCN–673 TCN), tên thật là Cơ Đột (姬突), là vị vua thứ năm của nước Trịnh – chư hầu nhà Chu trong lịch sử Trung Quốc.

## Công tử nước Trịnh
Cơ Đột là con trai thứ hai của Trịnh Trang công, vị vua thứ ba của nước Trịnh và là em của Trịnh Chiêu công, vị vua thứ tư của nước Trịnh. Mẹ ông là Ung thị người nước Tống.
Năm 714 TCN, quân tộc Nhung vào đánh nước Trịnh. Trịnh Trang công đánh lui được quân Nhung nhưng vẫn lo lắng. Công tử Đột bèn khuyên cha bày quân mai phục quyết tâm đánh Nhung một trận nữa. Trang công đại phá quân Nhung lần thứ 2, giữ yên bờ cõi nước Trịnh.

## Làm vua lần thứ nhất

### Nhờ họ ngoại giành ngôi
Năm 701 TCN, vua cha Trịnh Trang công qua đời, anh ông là thế tử Cơ Hốt lên làm vua, tức Trịnh Chiêu công. Cơ Đột sang làm con tin ở nước Tống. Họ ngoại của ông là họ Ung có thế lực ở nước Tống nên Tống Trang công ủng hộ Cơ Đột, muốn lập lên ngôi vua.
Năm 700 TCN, đại phu Tế Trọng (祭足) đi sứ nước Tống. Tống Trang công bèn uy hiếp Tế Trọng lập Cơ Đột đoạt ngôi, nếu không sẽ giết chết. Tế Trọng nghe theo, mật ước với nước Tống, rồi trở về nước ép Trịnh Chiêu công nhường ngôi. Trịnh Chiêu công không làm gì được phải chạy trốn sang nước Vệ. Tháng 6 năm đó, Cơ Đột được đón về nước lập làm vua, tức Trịnh Lệ công.
Để ràng buộc Sái Trọng, họ Ung bên ngoại Lệ công lại thông gia với Sái Trọng, cho Ung Củ lấy con gái Sái Trọng.

### Quan hệ với chư hầu
Vì Tống Trang công nhiều lần đòi Trịnh Lệ công hối lộ tiền để trả công giúp lên ngôi, hai nước trở thành thù hằn. Năm 700 TCN, Trịnh liên minh với nước Kỷ và nước Lỗ, còn Tống liên minh với các nước Tề, Yên, Vệ; hai bên giao tranh ở nước Kỷ. Kết quả liên quân Trịnh-Lỗ-Kỷ đánh bại liên quân Tống-Tề-Yên-Vệ.
Sang năm 699 TCN, Tống Trang công lại kêu gọi các nước Tề, Sái, Vệ, Trần đi đánh Trịnh để báo thù. Liên quân tiến vào Đại Quỳ, chiếm ấp Ngư Thủ.

### Mất ngôi
Sau khi Trịnh Lệ công lên ngôi, bị Tế Trọng chuyên quyền lấn át. Năm 697 TCN, Trịnh Lệ công giận Tế Trọng, bàn với con rể của Tế Trọng là Ung Củ định ám sát Tế Trọng.
Ông bàn mưu với con rể Sái Trọng là Ung Củ lập mưu dụ Sái Trọng đến đàn tế ở đất Giao để hạ thủ. Ung Củ nói lộ chuyện với vợ. Con gái Ung Củ bèn báo lại cho cha biết. Sái Trọng bèn ra tay trước, giết chết Ung Củ, quăng thây xuống ao nhà Chu.
Tháng 5 năm 697 TCN Sái Trọng bèn làm binh biến, Lệ công phải chạy sang nước Sái. Sái Trọng đón Trịnh Chiêu công trở lại ngôi vua.

## Lưu vong
Cuối năm 697 TCN, Trịnh Lệ công chạy sang đất Lịch. Tống Trang công không ủng hộ Chiêu công nên cùng hội binh cùng các nước Lỗ, Tề, Trần, Sái đánh Trịnh để giúp Lệ công, nhưng cuối cùng không thắng phải rút quân.
Năm 695 TCN, nhân lúc Trịnh Chiêu công ra ngoài, Cao Cừ Di bèn mang quân bản bộ đánh úp giết chết. Cả Sái Trọng và Cao Cừ Di đều không muốn lập lại Trịnh Lệ công, nên lập công tử Vĩ lên ngôi. Trịnh Tử Vĩ bị Tề Tương công giết, Sái Trọng lại lập người con khác của Trịnh Trang công là công tử Anh lên ngôi (694 TCN).
Trịnh Tử Anh sai Phó Hà ra trấn thủ Đại Lăng để phòng Trịnh Lệ công ở đất Lịch.

## Làm vua lần thứ hai
Theo Sử ký, năm 683 TCN, Tế Trọng qua đời. Trịnh Tử Anh không còn người giỏi giúp đỡ. Việc phục ngôi của Trịnh Lệ công được sử sách đề cập khác nhau.
Năm 681 TCN, Trịnh Lệ công đang ở đất Lịch sai sứ về nước nhờ đại phu Phủ Giả giúp mình về nước. Phủ Giả nhận lời, nổi loạn giết Trịnh Tử Anh rồi đón Trịnh Lệ công phục ngôi.
Theo Tả truyện ghi chép khác với Sử kí: năm 680 TCN, Tề Hoàn công sai Tân Tu Vô đem quân giúp Trịnh Lệ công về nước, trên đường về bắt được tướng Phó Hà. Phó Hà xin ông tha tội và hứa sẽ giúp Lệ công, Lệ công đồng ý, Phó Hà bèn về kinh giết Tử Anh cùng 2 người con rồi đưa Lệ công về phục ngôi.
Đại phu Nguyên Phồn trước kia không ủng hộ ông, cũng bị bắt phải tự vẫn. Sau đó Lệ công giết Phó Hà vì tội phản chúa, và ra lệnh chặt chân những người không phục mình.
Năm 680 TCN, Trịnh Lệ công đi hội chư hầu với Tề Hoàn công ở đất Quyến.
Năm 678 TCN, Sở Văn vương thấy Trịnh Lệ công về nước mà không đến triều kiến mình bèn đem quân đánh Trịnh. Quân Sở tiến đến đất Lịch, Trịnh Lệ công phải giảng hoà với quân Sở.
Năm 673 TCN, Trịnh Lệ công cùng Quắc công liên minh giúp Huệ vương, mang quân đánh Lạc ấp, giết chết Tử Đồi cướp ngôi và đưa Huệ vương lên ngôi. Trịnh Lệ công muốn được Huệ vương ban chén ngọc nhưng Huệ vương không nghe theo, do đó nước Trịnh giận thiên tử nhà Chu.
Mùa thu năm 673 TCN, Trịnh Lệ công qua đời. Ông ở ngôi lần đầu được 4 năm, lưu vong 17 năm, ở ngôi lần thứ hau 7 năm, tổng cộng làm vua hai lần 11 năm. Con ông là Cơ Tiệp lên nối ngôi, tức Trịnh Văn công.